# Edit Sampler
Edit Sampler, známý také jako E-Sampler, je program pro práci se zdigitalizovanými zvuky a hudbou pro počítače Sinclair ZX Spectrum a kompatibilní (například Didaktik). Jedná se o program českého původu, autorem je Ondřej Mihula, který jej napsal pod přezdívkou CID. Vydavatelem programu byla společnost Proxima – Software v. o. s., program byl vydán v roce 1990. V roce 1992 byl jedním z programů přiložených k 80. číslu časopisu Your Sinclair.
Program umožňuje samplování zvuku a následnou editaci samplů. Jelikož je k samplování použit standardní magnetofonový vstup ZX Spectra, jsou výsledné samply pouze jednobitové. Program umožňuje nezávisle na sobě nastavit rychlost samplování a rychlost přehrávání samplů. Z vytvořených samplů je možné vytvořit relokovatelnou rutinu, která umožňuje použití vytvořených samplů mimo program Edit Sampler.